# Mayetiola clavata
Mayetiola clavata är en tvåvingeart som först beskrevs av Jean-Jacques Kieffer 1901.  Mayetiola clavata ingår i släktet Mayetiola och familjen gallmyggor.
Artens utbredningsområde är Frankrike. Inga underarter finns listade i Catalogue of Life.